# Korff

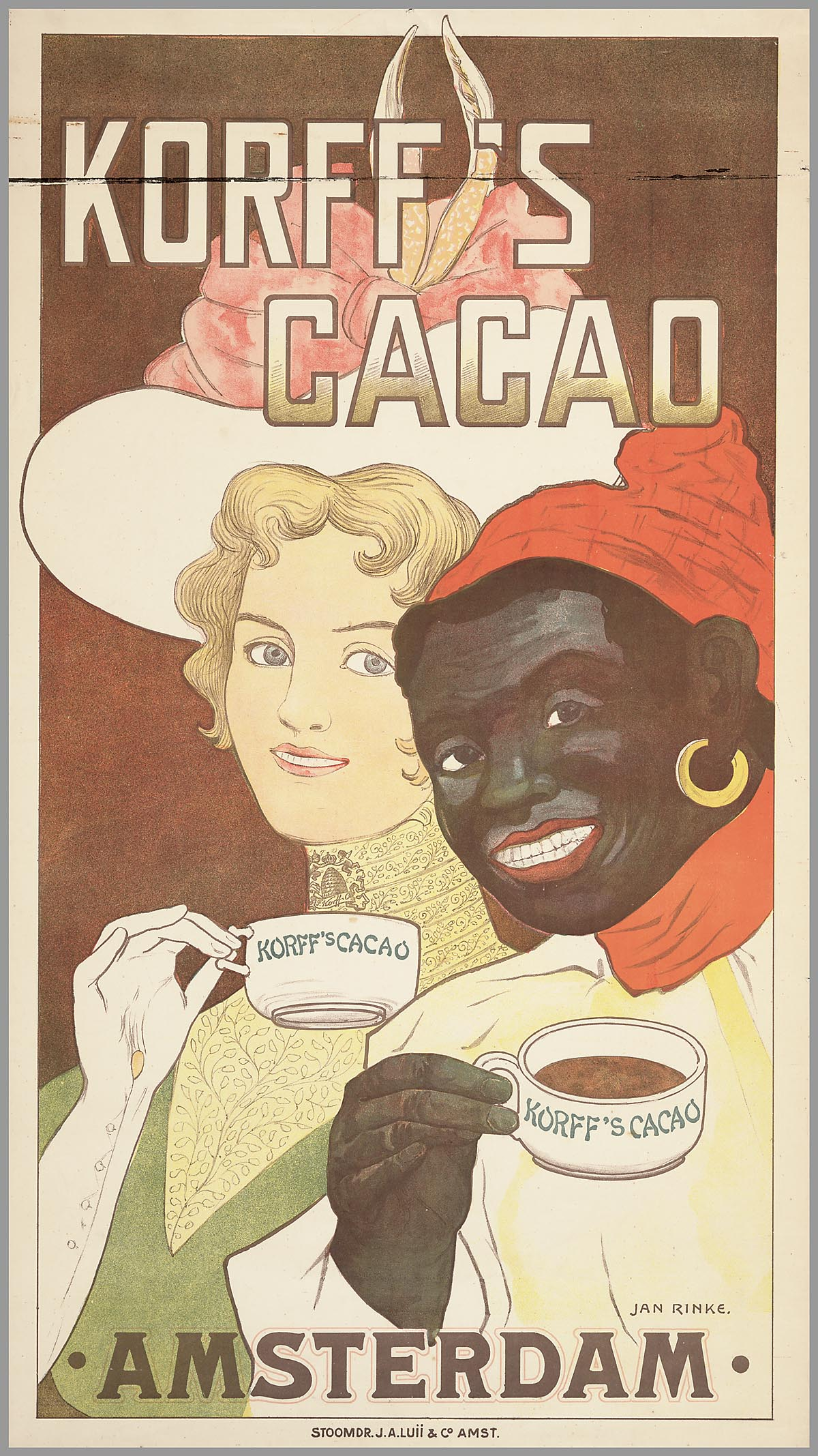
Affiche uit begin 20e eeuw.

F. Korff & Co was een Amsterdamse cacao- en chocoladefabriek en sinds de opheffing van het productiebedrijf voortgezet als merknaam. 
Specerijenhandelaar Frederik Korff (1791 – 1888) begon in 1811 een winkel met een "Zeeuwse chocolaad"-fabriek in de Amsterdamse Leidsekruisstraat. Later verplaatste hij zijn werkzaamheden naar het Amstelveld, waar hij zijn fabriek "De Bijenkorf" noemde. Tot 1871 maakte hij gebruik van de windmolen "De Goede Verwachting", oorspronkelijk mosterdmolen "De Zeeuw", aan de Spaarndammerdijk. In deze molen werd al vanaf 1790, door onder andere Mooseker en van Cleef, cacao gemalen en chocolade gemaakt. In 1863 ging Korff verder met J G Kuijck  van Houweninge onder de naam "F. Korff & Co.". Na afbraak van "De Goede Verwachting" in 1880 werd aan de Spaarndammerstraat, even buiten de Willemspoort de "Stoom Chocolade Fabriek de Bijenkorf"  gebouwd. Korff profiteerde van het Noordzeekanaal, waardoor de toevoer van cacaobonen naar Amsterdam explosief steeg. In 1905 werd een tweede fabriek in Wenen geopend. In 1910, 1912 en 1919 volgden uitbreidingen en modernisering van de fabrieksgebouwen. De cacao- en chocoladefabriek maakte vooral halffabricaten en was de fabrikant van de chocoladedrank Fosco. In 1928 werd de onderneming voortgezet als nv, onder de naam F. Korff en Co.'s Cacao- en Chocoladefabrieken, met een maatschappelijk kapitaal van f 1,1 miljoen dat in 1937 weer met 60% werd verminderd.

## Na 1945
Rond 1950 verhuisde het bedrijf naar de Mr. Treublaan. Hier werd in de kleinste polder van Nederland (5500 m²) de nieuwe vestiging gebouwd. De jaren vijftig waren buitengewoon succesvol met dividenduitkeringen van 25-30%. In 1961 kreeg het 150-jarig bedrijfsjubileum extra cachet door de verlening van het predicaat koninklijk. Maar Korff kon zoals vele andere Nederlandse cacao- en chocoladefabrieken zijn zelfstandigheid niet behouden en kwam uiteindelijk in 1978 in Amerikaanse handen en werd eigendom van "General Cocoa Company Holland", dat op zijn beurt in 1986 werd overgenomen door het Amerikaanse Cargill.
In 1981 werd het fabrieksgebouw gesloopt en verdween de merknaam uit beeld, maar deze verscheen later als product van Wilhelm Reuss. De verpakking vermeldt: "Premium Dutch Cocoa Powder" en "Original Holländisches Kakaopulver in besonders hochwertiger Qualität".
Voorts vermeldt de verpakking: "Packed and distributed by: Wilhelm Reuss GmbH & Co KG Bremen". Het ziet er dus naar uit dat Reuss de merknaam heeft overgenomen. Waar de cacao fysiek wordt gemaakt blijft onduidelijk, temeer omdat de verpakking ook vermeldt: "Gefabriceerd door v/h Korff's Koninklijke Cacao en Chocolade Fabrieken NV - Amsterdam Holland.